# ろじっくぱらだいす
ろじっくぱらだいす（英：Logic Paradise、略称：ろじぱら）は、首都圏居住の40代サラリーマンであるワタナベが運営している国内最大手の個人テキストサイトである（プログラム系サイトと称されることもある）。1999年1月20日開設。2006年7月26日、個人テキストサイトでは数少ない累計1億アクセスを達成した（2007年12月24日には123,456,789アクセス到達）。
基本的に毎日更新を行っており、開設当初よりほとんど更新を怠ったことはない。帰省等で更新ができない場合も、代打日記を予め募集し、サーバ側で自動更新させている。
2019年に「よりもい聖地 南極の旅」をまとめた書籍を発行。

## 受賞歴
- All About スーパーおすすめ大賞2003「笑えるサイト」
- ネットランナー ベスト・オブ・常習者サイト2004 「ノンジャンル部門（テキストサイト／日記）」銅賞
- WebMoney「enjoy. Award 2009」ダイヤモンド賞

## 書籍
- ろじっくぱらだいす（2005年3月14日、ISBN 978-4821108893）
- アニメ好きサラリーマン、南極に巡礼してきた (eロマンス新書) Kindle版（2019/9/27）